# Hard, Heavy & Happy
Hard, Heavy & Happy (Untertitel: Heavy Metal und die Kunst des guten Lebens) ist ein 2022 veröffentlichtes Sachbuch des deutschen Psychologen und Heavy-Metal-Fans Nico Rose. Das Sachbuch über Heavy Metal und seine Fans erschien am 14. Juni 2022 im Heyne Verlag.

## Hintergrund und Entstehung
Nico Rose ist seit seiner Jugend Heavy-Metal-Fan und hat seit einigen Jahren einen Facebook-Account unter dem Namen Ministerium für Schwermetall. Vor seinem Hintergrund als Psychologe und Metal-Fan entstand bei ihm die Idee, diese beiden Selbstbilder zu verbinden und ein Buch zu schreiben, das den Metal-Fan in den Mittelpunkt rückt. In der Vorbereitung für sein Buch führte er eine Studie unter dem Titel Die Vermessung des Metalheads durch und verwendete einen selbst entwickelten Fragebogen. Das Gros der Teilnehmer gewann er dafür über Facebook und seinen dortigen Account. Insgesamt befragte er 6098 Personen. Die Ergebnisse veröffentlichte er am 11. Juni 2022 auf seiner Website.
Betreut wurde Nico Rose beim Verfassen des Buches von Stephanie Walter von der Penguin Random House Verlagsgruppe.

## Inhalt
In neun Überkapiteln stellt er auf Grundlage seiner Studie psychologische, aber auch persönliche Thesen über das Wesen und das Erscheinungsbild des Metal-Fans auf, die er an Beispielen exemplifiziert. Dabei bezieht er sich vor allem auf die positiven Aspekte des Metals, darunter die oft von ihm zitierte Friedfertigkeit des Metalfans, und vertritt die These, das Metal glücklich mache. Er geht auch auf einige negative Aspekte ein, jedoch eher am Rande. Auch versucht er mit gängigen Klischees, wie dem dummen, streitlustigen Metal-Fan, aufzuräumen, für den es nach seiner Studie keinen Beleg gäbe, eher im Gegenteil.
Unterbrochen wird der Text durch Interviews, die zum jeweiligen Thema passen. Interviewpartner sind die ehemaligen Beziehungspartner Kerstin Dämon (Wirtschaftsjournalistin) und Michael Bohmann (Bankkaufmann), Sabina Classen (Metal-Sängerin und Psychotherapeutin), Claudia Witte und Florian Döring (Vorstandsmitglieder des Vereins Metality), Alexander Prinz (Webvideoproduzent, bekannt als Der Dunkle Parabelritter), Thomas Gurrath (Debauchery, Blood God, Balgeroth), Jörg Scheller (Kunstwissenschaftler und Journalist), Rainer Sontheimer (Soziologe und Philosoph) sowie Marcus Bischoff (Heaven Shall Burn).
Als sogenannter Hidden Track befindet sich eine Zusammenfassung der Studie als Abschlusskapitel im Buch.

## Lesungen
Zum ersten Mal vor Publikum las er am 19. Juli im Münchener Backstage im Rahmen des Free & Easy-Festivals aus dem Buch, nachdem eine angekündigte Lesung in seinem Wohnort Hamm aufgrund eines positiven Corona-Testes abgesagt werden musste. Eine weitere Lesung fand im Rahmen des Wacken Open Air 2022 statt.

## Erfolg
Das Buch erreichte in der Veröffentlichungswoche Platz 10 der Bestsellerliste des Spiegels in der Kategorie Sachbuch. In den beiden darauf folgenden Wochen platzierte es sich auf Platz 14 und 18.

## Rezeption
Das Buch wurde in der Metal-Szene überwiegend positiv aufgenommen. So schrieb Oliver Uschmann: „Wer jemals ein Buch gesucht hat, nach dessen Lektüre sogar der Muggel mit Verstand und Empathie begreift, wie wir ticken, wird diese 368 Seiten verschlingen und genießen.“ Für das Hellfire Magazin schreibt Jörg Schneble: „Hard, Heavy & Happy liest sich sehr kurzweilig, und wer dann doch hier und da die wissenschaftlichen Aspekte für zu dröge oder unverständlich erachtet, kann getrost und ohne schlechtes Gewissen zum nächsten Kapitel wechseln.“ Jens Dunemann schreibt im Twilight Magazin: „Gute Lektüre für den (Re-)Start in die Festivalsaison, den anstehenden Urlaub oder aber auch um in der Corona-Quarantäne die Moral hochzuhalten.“
René Froschmayer von FM4 schreibt in seiner eher negativen Rezension: „Hard, Heavy & Happy versucht das Innerste der Metal-Szene abzubilden – der schwache Wortwitz und die teils Boomer-esken Formulierungen schwächen aber leider die Aufarbeitung der gesammelten Erkenntnisse.“ Er kritisiert unter anderem, dass „die Vita des Autors den Erzählstrang des teils zu flapsig formulierten Buches regelrecht auseinander“ reiße. Auch würde wenig, nur in einer Endnote, auf die problematischen Seiten der Szene eingegangen, zum Beispiel den National Socialist Black Metal oder diverse Missbrauchstäter.